# Oscar Tascheret
Oscar Tascheret (* 13. Januar 1912 in San Juan) war ein argentinischer Diplomat und Politiker.

## Leben
Oscar Tascheret war der Sohn von Guadalupe Quiroga und José W. Tascheret. Er studierte an der Nationalen Universität Córdoba und an der Universität Leipzig Medizin. Er leitete die Hygienebehörde in der Provinz Córdoba. Vom 22. Juni 1946 bis zum 30. April 1949 saß Tascheret als Senator der Peronistischen Partei für San Juan im Senado de la Nación Argentina.
Juan Perón entsandte ihn als ersten Botschafter zu Jawaharlal Nehru nach Indien, wo er am 4. April 1950 akkreditiert wurde. Er war Präsident der Asociación Sanmartiniana Villa del Rosario - Córdoba.